# Hipparchus (kráter na Měsíci)

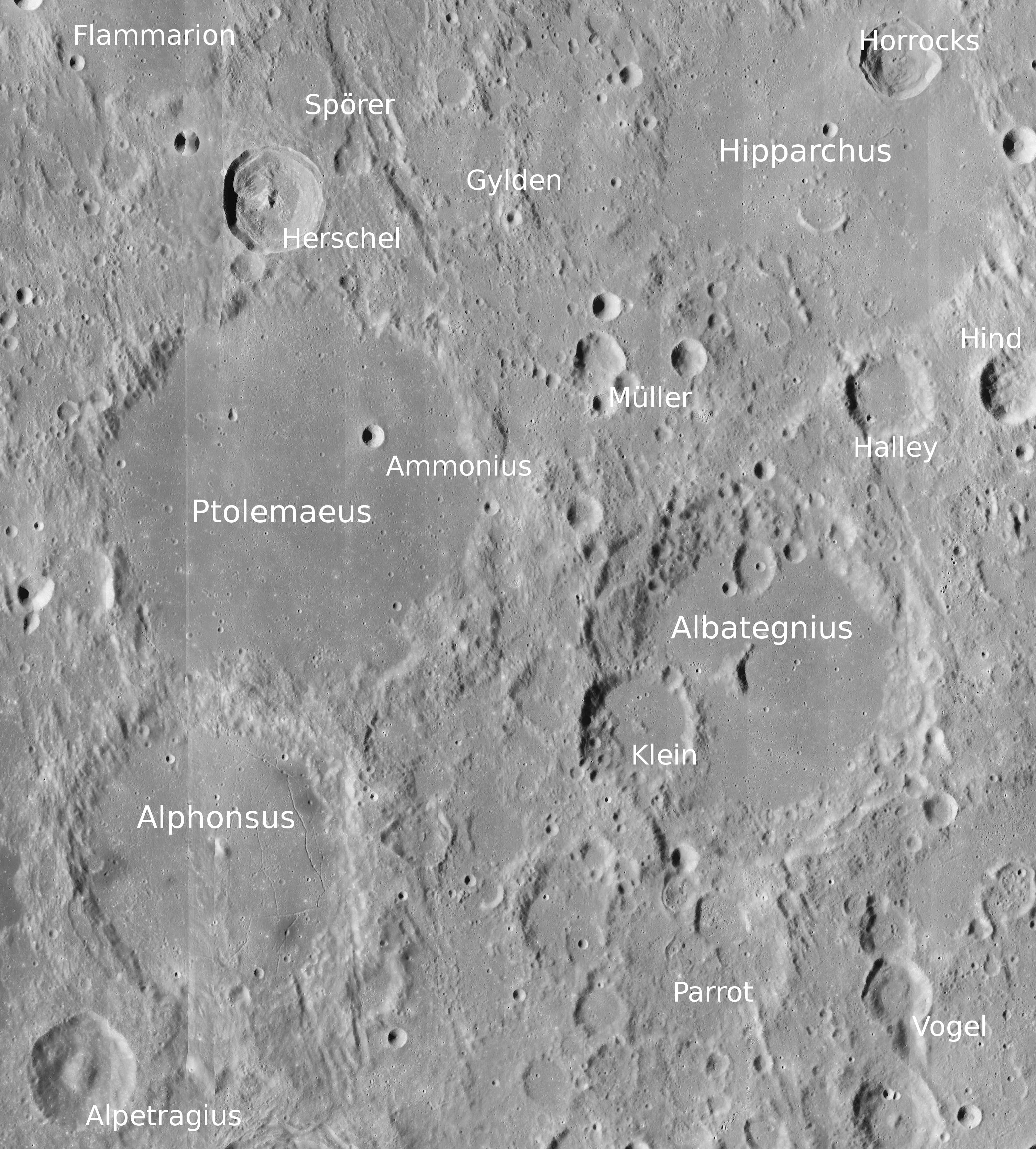
Poloha kráteru Hipparchus.

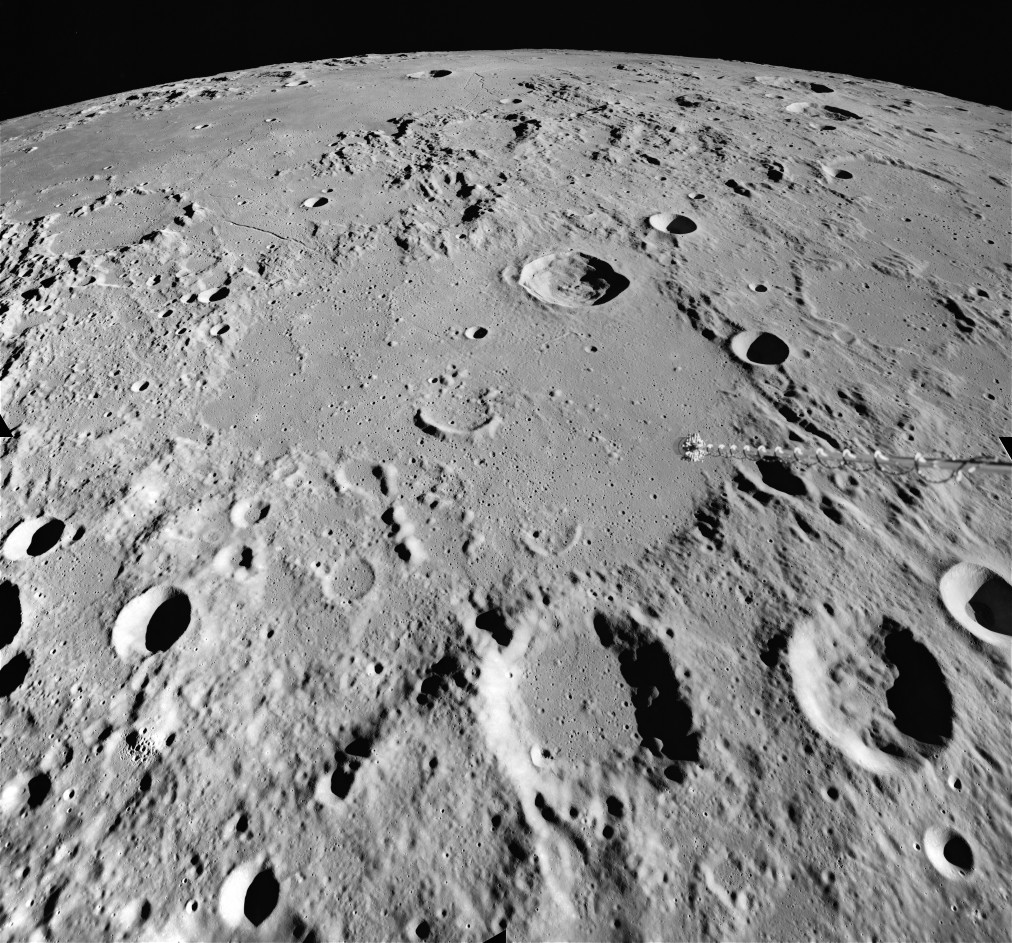
Kráter Hipparchus (na snímku uprostřed).

Hipparchus je starý kráter typu valové roviny nacházející se blízko nultého poledníku na přivrácené straně Měsíce. Má průměr 150 km. Okrajový val je nepravidelný a značně rozrušený. Dno kráteru bylo zaplaveno bazaltickou lávou. Na jeho dně lze nalézt zbytky kráterů (např. Hipparchus X u jižního okraje) i relativně mladé impaktní krátery (např. Hipparchus N poblíž středu). U severo-severovýchodního valu se nachází kráter Horrocks.
Hipparchus samotný se nachází v pevninském terénu na severním vrcholu trojúhelníku tvořeného spolu s ním ještě dalšími rozlehlými krátery Ptolemaeus a Albategnius. Jižně od něj leží kráter Halley, jihovýchodně Hind.

## Název
Pojmenován je podle starořeckého astronoma Hipparcha, autora prvního významného hvězdného katalogu.

## Satelitní krátery
V okolí se nachází několik dalších kráterů. Ty byly označeny podle zavedených zvyklostí jménem hlavního kráteru a velkým písmenem abecedy.
| Hipparchus | Sel. šířka | Sel. délka | Průměr |
| ---------- | ---------- | ---------- | ------ |
| B          | 6.9° J     | 1.7° V     | 5 km   |
| C          | 7.3° J     | 8.2° V     | 17 km  |
| D          | 4.5° J     | 2.1° V     | 5 km   |
| E          | 4.2° J     | 2.3° V     | 5 km   |
| F          | 4.2° J     | 2.5° V     | 9 km   |
| G          | 5.0° J     | 7.4° V     | 15 km  |
| H          | 5.4° J     | 2.3° V     | 5 km   |
| J          | 7.6° J     | 3.2° V     | 14 km  |
| K          | 6.9° J     | 2.2° V     | 12 km  |
| L          | 6.8° J     | 9.0° V     | 13 km  |
| N          | 4.8° J     | 5.0° V     | 6 km   |
| P          | 4.7° J     | 2.8° V     | 5 km   |
| Q          | 8.5° J     | 2.9° V     | 8 km   |
| T          | 7.1° J     | 3.6° V     | 8 km   |
| U          | 6.7° J     | 3.6° V     | 8 km   |
| W          | 5.0° J     | 7.8° V     | 5 km   |
| X          | 5.7° J     | 4.9° V     | 17 km  |
| Z          | 8.5° J     | 9.1° V     | 6 km   |